# Ерріко Петрелла
Ерріко Петрелла (італ. Errico Petrella; 10 грудня 1813, Палермо, Сицилійське королівство — 7 квітня 1877 року, Генуя, королівство Італія) — італійський композитор, автор численних опер.

## Біографія
Ерріко Петрелла народився в Палермо, в королівстві Сицилія 10 грудня 1813 року. Навчався музики у Саверіо дель Джудіче. Продовжив освіту в Неаполі, де був учнем знаменитого Ніколо Антоніо Дзінґареллі та Джованні Фурно. Познайомився з земляком, Вінченцо Белліні, який став його «вчителем» в консерваторії. У 1828 році, у віці 15 років, дебютував в Неаполі, з оперою-буфа «Червоний, колір диявола» (італ. Il diavolo color di rosa). Опера отримала визнання публіки. Потім слідували опери «В день весілля» (італ. Il giorno delle nozze) і «Шахрай» (італ. Lo scroccone), які укріпили матеріальне становище молодого композитора. Його опера «Іспанські пірати» (італ. I pirati spagnoli) викликала захоплення у Гаетано Доніцетті, який в той час викладав в консерваторії в Неаполі. У 1839 році Ерріко Петрелла написав опери «Копальні Фрайнберґа» (італ. Le miniere di Freinberg) і «Чімодочеа» (італ. Cimodocea); останню композитор написав, натхненний розповіддю Франсуа-Рене де Шатобріана. З 1829 по 1839 рік всі опери Ерріко Петрелла ставилися на сцені театру Сан-Карло в Неаполі.
Протягом наступних одинадцяти років, композитор займався педагогічною діяльністю, даючи приватні уроки музики.
У 1850 році прем'єра його нової опери «Запобіжні заходи, або Карнавал у Венеції» (італ. Le precauzioni ossia Il carnevale di Venezia) мала великий глядацький успіх, ставши однією з кращих опер-буфа в історії опери.
Відомо про суперництво видавців Ерріко Петрелли та іншого італійського оперного композитора того часу, Джузеппе Верді.
У 1851 році з великим успіхом пройшла прем'єра ще однієї його опери — «Марко Вісконті» (італ. Marco Visconti). За нею слідували в 1856 році «Облога Лейдена» (італ. L’assedio di Leida) і в 1858 році «Іона, або Останній день Помпеї» (італ. Jone). Після прем'єри останньої опери в театрі Ла Скала в Мілані 26 січня 1858 року Ерріко Петрелла був визнаний одним з перших композиторів Італії. Особливою популярністю у глядачів користувалася фінальна сцена — виверження вулкана Везувій з відомим похоронним маршем. У липні 1858 року постановка цієї опери в Падуї пройшла без похоронного маршу, тому що військовий оркестр, який повинен був виконувати його, знаходився на військових навчаннях, готуючись до чергової війни за незалежність Італії. І саме напередодні цієї події, 18 травня 1859 року відбулося представлення опери в Генуї, на якому був присутній імператор Наполеон III, який прибув до короля Віктора Емануїла I, щоб підтримати його у війні проти Австрії.
У 1864 році в Турині прем'єра опери «Графиня де Амальфі» (італ. La contessa di Amalfi) також мала величезний глядацький успіх. Слідом, в 1869 році композитор написав опери «Катерина Говард» (італ. Caterina Howard) і «Іоанна Неаполітанська» (італ. Giovanna di Napoli). У них помітні спроби Ерріко Петрелли наслідувати нові тенденції італійської і світової музики. Внутрішній пошук композитора особливо проявився в опері «Заручені» (італ. I promessi sposi), написаної в тому ж 1869 році на лібрето Антоніо Ґісланцоні на основі відомого роману Алессандро Мандзоні. Письменник був присутній на прем'єрі опери 2 жовтня 1869 в Театро сочіале в Лекко. Одними з останніх опер Ерріко Петрелли стали «Манфред» (італ. Manfredo) в 1870 році і «Б'янка Орсіні» (італ. Bianca Orsini) в 1875 році. У них композитору вдалося за допомогою музики майстерно відтворити внутрішній емоційний стан героїв.
Останні роки він жив бідно, розтративши всі кошти на жінок і яскраве життя. Захворівши на цукровий діабет, Ерріко Петрелла помер 7 квітня 1877 року, в Альбаро, (в той час передмістя Генуї). Поважаючи талант колеги, Джузеппе Верді вислав гроші на гідні похорони. Тіло композитора було перевезено з Генуї в Палермо і поховано в його рідному місті.

## Творча спадщина
Ерріко Петрелла був одним з останніх представників неаполітанської оперної школи. Ним були написані в цілому 25 опер, у тому числі опери-серія, серйозні та радісні, дві з яких залишилися незавершеними.